# 別洛耶湖 (莫斯科)
55°43′13″N 37°51′08″E / 55.7203°N 37.8522°E
別洛耶湖（俄语：Белое озеро），是俄羅斯的湖泊，位於該國西部，由莫斯科市負責管轄，長0.7公里、寬0.6公里，面積0.26平方公里，該湖泊平均水深4.5米，最大水深19米。